# Alexandre Uninsky
Alexandre Uninsky (en ukrainien : Олекса́ндр Юні́нський, Oleksandr Iouninskyï ; en russe : Александр Юнинский, Alexandr Iouninsky), né le 2 février 1910 à Kiev et mort le 19 décembre 1972 à Dallas, est un pianiste américain d'origine ukrainienne.

## Biographie
Alexandre Uninsky naît à Kiev — alors dans l'Empire russe, aujourd'hui en Ukraine. Il étudie d'abord le piano au conservatoire, ouvert en 1913 et dont d'autres diplômés portent les noms de Vladimir Horowitz et Alexandre Brailowsky
En 1923, il s'installe à Paris, où il a étudié avec Lazare Lévy et reçoit le premier prix de piano du conservatoire en 1927 : Monique Haas et Victor Serventi appartiennent à la même classe. En 1932, il remporte le second Concours de piano Frédéric-Chopin à égalité pour la première place, avec le pianiste aveugle hongrois Imre Ungár. Le jury décidant d'attribuer la victoire sur la base d'un tirage au sort grâce à une pièce. Ungár ayant perdu, prend la seconde place.
En 1955, il est nommé à un poste d'enseignant au Conservatoire de musique de Toronto, où parmi ses élèves, se trouve le compositeur Canadien Bruce Mather. Mather a commémoré son maître en 1974, dans une composition, In memoriam Alexandre Uninsky.
Par la suite, Alexandre Uninsky enseigne à l'Université méthodiste du Sud de Dallas, où il a pour élèves, Jeffrey Swann, David Morgan, Carmen Alvarez, Boaz Heilman, Henry Doskey, David Golub et la slovène, Dubravka Tomšič Srebotnjak.
Il joue son dernier concert à San Jose, au Costa Rica, le 19 octobre 1972, lors de la célébration du 75e anniversaire du Théâtre national. Il y interprète le premier concerto de Tchaïkovski, avec l'Orchestre symphonique de Costa Rica sous la direction de Gerald Brown. Il souffrait d'une arthrite avancée.
Il s'est suicidé deux mois plus tard, le 19 décembre 1972 à Dallas, âgé de 62 ans.

## Enregistrements
Au début des années 1950, Alexandre Uninsky a rapidement signé un contrat avec la firme Philips. Son jeu de Chopin est bien représenté dans ses enregistrements, notamment dans ses Études, enregistrées dans les années 1950, l'intégrale des Mazurkas et des Impromptus enregistrés entre 1959 et 1971, les Scherzos et les valses, ainsi que les concertos pour piano. Parmi ses autres enregistrements, Uninsky a gravé des œuvres de Liszt.
Son style évoque fortement celui de Nikita Magaloff. Tous deux ont subi les mêmes influences de la Russie prérévolutionnaire et de la période post-révolutionnaire à Paris. Son jeu est sentimental et élégant, mais avec un rubato qui le rattache à l'esthétique du début du XXe siècle. Il n'est pas surprenant que son jeu propre et sobre ait impressionné le jury du second Concours Chopin, fondé pour lutter contre le jeu maniéré et la tradition de la virtuosité de Chopin qui a marqué la fin du XIXe siècle. Une indication de la « modernité » du jeu de Uninsky, vient d'un commentaire de Dinu Lipatti dans un texte de 1937 pour la revue Libertatea, dans laquelle il écrit : « Comment est-il possible qu'Emil Sauer doive jouer dans la petite Salle Érard, malgré son glorieux passé, quand un Brailowsky ou un Uninsky peuvent emballer la Salle Pleyel ? ».

## Discographie
- Chopin, Polonaises [nos 1-6] (LP Epic Records LC 3623)
- Chopin, Études (LP Philips A 00405 L)